# Psychopharmaka
Albums de Olivier Cadiot Rodolphe Burger
Hôtel Robinson
(2002)
Psychopharmaka est le troisième album issue de la collaboration d'Olivier Cadiot et de Rodolphe Burger, paru en 2013 chez Dernière bande.

## Liste des titres de l'album
1. Sing mir ein neues Lied
2. Dadasophe
3. Eisbär (avec Stephan Eicher)
4. An Lili
5. Psychopharmaka
6. Dada-Bewegung
7. Heike
8. Celibidache
9. Da Da Da
10. Gute Nacht